# Arc de Dativius Victor
L'Arc de Dativius Victor, à Mayence, date du IIIe siècle, ce qui en fait un des plus anciens monuments de la ville. 
Il tient son nom de son fondateur, le décurion Dativius Victor. L'arc, nous dit l'inscription, avait été promis aux Mayençais par Dativius Victor, décurion de la cité des Taunenses (région de Francfort-sur-le-Main) et élevé, plus tard, par ses deux fils Ursus et Lupus, dont l'un était marchand de grains (frumentarius), ce qui était probablement aussi la profession du père.
C'est un arc de 4,55 m de long sur 6,50 m de haut, constitué d'une seule arche. L'intrados original de la voûte est aujourd'hui très dégradé. Sur le centre étaient représentés les signes d'un zodiaque. La clef fournissait les images de Jupiter tenant un foudre et peut-être de Junon portant un sceptre, l'un et l'autre assis. Des rameaux de vigne stylisés décoraient, sur chaque face, les piliers de l'arc. 
Le reste est composé de débris de figures et de bustes peu reconnaissables.
Des fragments du monument original ont été découverts en 1891, reconstitué en 1978-81 est exposé au musée du Land, Mayence, tandis qu'une copie, réalisée en 1962, a été installée à proximité du musée central romain-germanique (Château des Princes-Électeurs).  

## Inscription
IN H(onorem) D(omus) D(ivinae)

I(ovi) O(ptimo) M(aximo) CONSERVATORI

ARCUM ET PORTICUS/ QUOS DATIVIUS VICTOR

DEC(urio) CIVIT(atis) TAUN(ensium) SACERDOTALIS

MO/GONTIACENSIBUS [P]ROMISIT

VICTORI(I) URSUS FRUM(entarius) ET LUPUS/ FILI(I) ET HEREDES CONSUMMAVERUNT
« En l'honneur de la divine maison (impériale),
 à Jupiter Très Bon et Très Grand, Conservateur,
l'arc de triomphe et les portiques
que Dativius Victor,
décurion de la cité des Taunensii (Taunus), ancien prêtre,

a promis aux habitants de Mogontiacum (Mayence),

ses fils et héritiers Victorius Ursus, frumentarius, et Victorius Lupus les ont accomplis. »